# 纤细金腰
纤细金腰（学名：[Chrysosplenium giraldianum] 错误：{{Lang}}：文本有斜体标记（帮助））为虎耳草科金腰属下的一个种。

## 扩展阅读
- 維基物種上的相關：纤细金腰